# 1992年冬季残疾人奥林匹克运动会波兰代表团
1992年冬季残疾人奥林匹克运动会波兰代表团是波兰派出的1992年冬季残疾人奥林匹克运动会代表团。获得2枚金牌和3枚铜牌。